# Diocesi di Teodosiopoli di Armenia
La diocesi di Teodosiopoli di Armenia (in latino Dioecesis Theodosiopolitana in Armenia) è una sede soppressa e sede titolare della Chiesa cattolica.

## Storia
Teodosiopoli di Armenia (chiamata anche Teodosiopoli di Cappadocia), corrispondente alla città di Erzurum in Turchia, è un'antica sede episcopale della provincia romana dell'Armenia Terza nella diocesi civile del Ponto.
La diocesi è documentata nelle Notitiae episcopatuum del patriarcato di Costantinopoli dal VII secolo fino agli inizi del X secolo, suffraganea dell'arcidiocesi di Cesarea di Cappadocia. Gli Annuari pontifici invece la indicano suffraganea dell'arcidiocesi di Camaco.
Sono tre i vescovi che Michel Le Quien assegna alla diocesi di Teodosiopoli. Pietro I intervenne al concilio del 448 convocato a Costantinopoli dal patriarca Flaviano per condannare Eutiche. Manasse fu tra i padri del concilio di Calcedonia nel 451. Pietro II partecipò nel 533 alla disputa tra ortodossi e monofisiti severiani a Costantinopoli.
Dal XVIII secolo Teodosiopoli di Armenia è annoverata tra le sedi vescovili titolari della Chiesa cattolica; la sede è vacante dal 22 febbraio 1964. Fino a Henri-Marie Amanton († 1869), la sede è considerata arcivescovile nelle fonti ecclesiastiche, ridotta dal 1885 al rango di sede titolare vescovile.

## Cronotassi

### Vescovi greci
- Pietro I † (menzionato nel 448)
- Manasse † (menzionato nel 451)
- Pietro II † (menzionato nel 533)

### Arcivescovi titolari
I vescovi di Teodosiopoli di Armenia appaiono confusi con i vescovi di Teodosiopoli di Arcadia e quelli di Teodosiopoli di Tracia, perché nelle fonti citate le cronotassi delle tre sedi non sono distinte.
- Carlo Ciocchi † (20 dicembre 1762 - ? deceduto)
- Francesco Antonio Fracchia † (26 settembre 1778 - 21 ottobre 1795 deceduto)
- Athanasios Sarafian (o Saraff) † (19 maggio 1795 - circa 1815 deceduto)[4]
- Krikor Eugene Paghinian (o Baghinanti) † (11 luglio 1815 - dopo giugno 1834[5] deceduto)[4]
- Antonino Merciai ? † (11 dicembre 1848 - 22 ottobre 1850 deceduto)[6]
- Giovanni Tommaso Neuschel † (27 settembre 1852 - 20 dicembre 1863 deceduto)[7]
- Henri-Marie Amanton † (14 marzo 1865 - 12 ottobre 1869 deceduto)[8]

### Vescovi titolari
- Remigio Guido Barbieri, O.S.B. † (29 luglio 1901 - 15 aprile 1910 deceduto)[9]
- Wilhelm Atanazy Kloske † (29 dicembre 1910 - 12 maggio 1925 deceduto)
- Joseph Hu Joo-shan (Hu Jo-shan), C.M. † (30 luglio 1926 - 11 aprile 1946 nominato vescovo di Linhai)
- Domenico Della Vedova † (12 aprile 1950 - 24 febbraio 1951 deceduto)
- Antoni Baraniak, S.D.B. † (26 aprile 1951 - 30 maggio 1957 nominato arcivescovo di Poznań)
- Horacio Arturo Gómez Dávila † (13 giugno 1958 - 22 febbraio 1964 succeduto vescovo di La Rioja)